# Graham Higman
Graham Higman   (Louth, 19 de gener de 1917 - Oxford, 8 d'abril de 2008) va ser un matemàtic anglès.

## Vida i Obra
Nascut al comtat de Lincolnshire, fill d'un ministre metodista, el seu pare va tenir diverses destinacions a Anglaterra fins que el 1929 va recalar a Plymouth, on el jove va fer els seus estudis secundaris. El 1934 va obtenir una beca per estudiar al Balliol College de la universitat d'Oxford i, sota la direcció d'Henry Whitehead, va obtenir el doctorat el 1940 amb una tesi que difereix notablement de l'article que va publicar amb el mateix títol. Durant la Segona Guerra Mundial es va declarar objector de consciència i va ser destinat al Servei Meteorològic on va fer de simple pronosticador.
El 1946, acabada la guerra, va ser nomenat professor de la universitat de Manchester en un important departament de matemàtiques, dirigit per Max Newman i que incloïa professors com Bernhard Neumann, Alan Turing o Walter Ledermann. El 1955 va retornar com professor a la universitat d'Oxford, en la qual va ser nomenat catedràtic Waynflete el 1960 en morir Henry Whitehead, càrrec que va mantenir fins a la seva jubilació el 1984. Després de retirar-se va ser professor visitant de la universitat d'Illinois durant dos anys.
Higman va treballar especialment en teoria de grups fent aportacions essencials com l'extensió HNN (1949, per Higman, Newmann i Newmann), la demostració de l'existència de grups simples infinits generats finitàriament (1951) o el seu teorema d'incrustació (1961). Va publicar més de quaranta articles científics, dotze de ells citats nombroses vegades.
Sempre va ser, amb la seva esposa, membre actiu de l'església metodista i, especialment de la Wesley Memorial Chuch d'Oxford en la qual va ser predicador fins al 2001, malgrat les seves creences poc convencionals.